# Palmürai offenzíva (2016–2017)
A 2016. december – 2017. január közötti palmürai offenzíva az ISIL hadereje által Palmüránál indított katonai offenzíva volt, melynek a fő céljaként a város visszafoglalását jelölték meg, melyet sikeresen teljesítettek is.
Az előre nem várt támadásra három nagyobb, az ISIL ellen indított harccal egy időben került sor. Ezek az Aleppótól északra folyó, a törökök vezette nyugat al-bábi offenzíva (2016. október–november), az al-babi csata, a kurd-arab vezetésű észak-rakkai offenzíva, valamint az iraki moszuli csata voltak. Az ellenfelek mindhárom területen vettek vissza az ISIL területeiből.

## Előzmények
A Szíriai Arab Hadsereg kivonulása után az ISIL 2015. májusban elfoglalta Palmüra ókori városát. A Szír Hadsereg 2016. márciusában a Palmürai offenzíva (2016. március) során visszafoglalta a várost. Azonban még a csoport kezén maradtak fontos Homsz kormányzóságban, ahol a város elvesztése után lázadó támadásokat indítottak. A város mind történelmileg, mind nemzetközileg fontos terület, az offenzívára pedig akkor került sor, mikor a csoport központjait, Moszult és Rakkát is megtámadták. Stratégiai fontosságát tovább növeli, hogy közel fekszik az olajmezőkhöz. Az offenzívára akkor került sor, mikor a szíriai és orosz erők az aleppói offenzívára összpontosítottak. A Tiyas Katonai Légibázis a város közelében helyezkedik el. Mivel szoros légi támogatást biztosít a hadsereg számára, ezért fontos biztonsági építménynek számít. Ennek bevétele nélkül Palmüra nehezen elfoglalható.

## Az offenzíva

### Az ISIL elfoglalja Palmürát

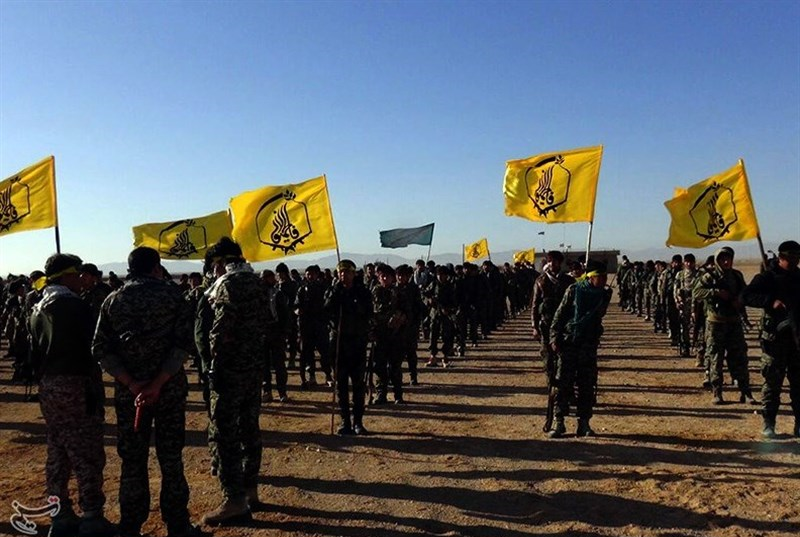
A Liwa Fatemiyoun milicistái gyülekeznek december 10-én Palmüra külterületén, hogy visszaverjék az ISIL támadását.

Az ISIL 2016. december 8-án Homsz északnyugati végében indított támadást, melynek középpontjában az SAA-nak a Palmürától északra fekvő Huwaysis falu és a Jazal-hegységek védelmére berendezkedett seregei álltak. A csoport a támadás elején két csoport katonát küldött a területre, hogy letarolja a Huwaysis környékén létesített védelmi erőket, mely heves csatába torkollott. Ennek ellenére sem tudták áttörni az elsődleges védelmi vonalat, és vissza kellett vonulniuk. A helyi média szerint a milicisták 60 embere esett el, és nyolc felfegyverzett járművüket megsemmisítették. A csoport a nap folyamán egy újabb támadást indított, melynek során egyszerre támadták meg Jazal, Mahr és Shaer olaj- és gázmezőinek környékeit, valamint Huwaysis, Arak, a Palmürai Silók, al-Hayyal Mount, al-Sekkary, az ókori al-Hallabat palota és az Elhagyatott ezredet a T4 légi bázis közelében. Miután a Hadsereg egyes területekről heves összecsapások után kivonult, 7 ellenőrző pontot megszereztek. Ráadásul az al-Hallabat Palotát, az al-Hayyal-hegyet, Dél-Sawamea és Huwaysis területét is megszerezték. Legalább 34 kormánypárti katonát megöltek, és négyet – köztük egy tisztviselőt – fogságba ejtettek. Így már kevesebb mint 4 km választotta el a csoportot Palmürától. A csoport ezen kívül elfoglalta a Palmürától északra álló gabonasilókat, valamint Jazal falut és annak olajmezőit. Eközben a nyugati koalíció légi támadást indított az ISIL 168 olajtankere ellen, melyeket a levegőből megsemmisítettek.
Az SAA december 9-én ellentámadást indított, hogy visszafoglalja az előző nap elvesztett területeit, s ezen kívül erősítést küldött a területre, ahol légi támadásokat is indítottak. A Mahr olajmező mellett az ISIL egyik rajtaütésében 15 katonát megöltek. A csoport a csata alatt elfoglalta az al-Berej-hegyet, a Jihar és a Mahr olajmezőket, valamint egy a közelben álló ellenőrző pontot.
December 10-én erősítés érkezett a Hadsereg számára Plürához. Legalább 45 milicistát megöltek, és a csoport legalább 3 tankját megsemmisítették a Palmürai Silók közelében. A csoport egy korábbi, a silók elleni támadása kudarcba fulladt, de később sikeresen bevették. Ezzel elérték Palmüra kapuit. Az orosz és a szíriai légierő is célba vette az ISIL állásait a palmürai olajmezők környékén, ahol több páncélozott járművet és technicalt is leromboltak. A Szír Légierő MiG–23 típusú repülőgépe lezuhant a Jazal területen. Az ISIL azt állította, ők lőtték le a gépet. Az SOHR azonban azt közölte, nem lehet tudni, hogy technikai hiba miatt zuhant-e le a repülőgép, vagy valóban lelőtték. Összecsapások kezdődtek Wadi al-Ahmar környékén is, ahova a Hadsereg erősítést küldött. A csoport később elfoglalta a várostól nyugatra álló Tar-hegyet és Amiriyeh két északi külvárosát, és beléptek Palmürába. A nap végére a város nagy részét, így a Palmürai Palotát is elfoglalták, és már kevés választotta el őket attól, hogy a teljes város az ellenőrzésük alá kerüljön. Este a Hadsereg kimenekítette a város lakóit.
December 11-én, az erősítés megérkezte után a szír seregek a szír és orosz légi egységek támogatásával si9keres ellentámadást indítottak, mely során kiűzték az ISIL-t a városból. A milicisták visszavonultak Palmüra peremére a gyüm9lcsösökbe. Az Orosz Honvédelmi Minisztérium szerint az ISIL körülbelül 300 emberét vesztette el. Átcsoportosítások után azonban még aznap új támadást indított az ISIL a város ellen. Ekkor ismét behatoltak, elfoglalták Amiriyeh területét, annak tetejét és a Tisztviselők Lakókörnyezetét. Lényegében az ISIL megszerezte az ellenőrzést a teljes város fölött, mivel a Hadsereg dél felé elhagyta Palmürát.

### A Tiyas Légibázis elleni támadás
Az ISIL Palmürától nyugatra kezdett terjeszkedni a Tiyas légibázis (más néven az al-Taifor vagy T4 légibázis) felé, miután a várost december 11-én elfoglalta. A nap folyamán a csoport két, a várostól nyugatra fekvő falut foglalt el. Ezen kívül megszerezte a repülőtértől nyugatra fekvő Elhagyatott (al-Majora) ezred területét. December 12-én korán az ISIL támadást indított a stratégiai fontosságú Jihar kereszteződés ellen a Légi Bázisnál, és heves harcok után megszerezte azt. Nem sokkal később bevette a közeli Mashtal és Qasr al-Hir kerületek ellenőrző pontjait is, és így lehetősége nyílt ismét megtámadni a légi bázist. Így két autóbombával az élén megközelítették, és egy órás csatát vívtak az SAA sarokba szorított csapataival. Az Orosz Légierő több légi támadásának köszönhetően a kormány csapatai végül visszaverték a támadást, miközben az ISIL csapatai visszavonultak, hogy más alakzatban indítsák újra a harcot a védelem áttörésére. Eközben a Nemzetvédelmi Erők védernyője alá tartozó Qalamoun Páncél soraiból több száz fős erősítés érkezett a területre. Hozzájuk csatlakozott a Golán Ezred csapata is. Eközben az oroszok légi támadásokat hajtottak végre az ISIL csapatai ellen Palmürában, miközben öt embert megöltek.
A csoport december 13-án – miután újabb területeket foglaltak el a környékén – ismét megtámadta a légi bázist,és megpróbálták elfoglalni. A nap későbbi részében a Szír Hadsereg és az orosz speciális erők seregei érkeztek erősítésként a területre. A nap folyamán az ISIL előretört az Al-Qaryatayn felé vezető egyik ellenőrző pontnál, melyet el is foglalt, így elvágta ezt az útszakaszt. Ez a Szír Hadsereg Homsz kormányzóságban állomásozó tagjainak egyik fontos utánpótlási útvonala volt, melyen erősítést szoktak küldeni Al-Qaryatayn területéről Homsz városába, valamint a légi bázisra. Eközben visszaverték a milicisták egyik támadását a Tiyas területén lévő töltőállomásnál. Az összecsapások december 14-én ismét fellángoltak, amikor is a Hadsereg megpróbálta az előzőleg a légi bázis környékén elveszített területeit visszaszerezni. A kora reggeli órákban indított ellentámadás eredményeképp a Hadsereg visszafoglalta a Tiyas-hegyet és a légi bázistól északra álló Elhagyott Ezredet. Olyan ellenőrző pontokat is visszafoglalt, melyeket előző nap veszített el az al-Qaryatayn felé vezető út mentén. Az ISIL ezalatt elfoglalta a reptértől nyugatra fekvő al-Sharifah falut. Később az ISIL egy újabb támadást indított a reptér ellen, de a kormányzati Köztársasági Gárda 800. Ezredéből érkező félkatonai seregek erősítésnek köszönhetően a támadást visszaverték. In the following night, a SAA counter-attack drove ISIL from the airbase's outskirts.
December 16-án az USA vezette koalíció bejelentette, hogy előző nap légi támadást hajtott végre az ISIL ellen a légi bázis közelében, mely során egy olyan fegyverarzenált semmisítettek meg, mely Palmüra eleste után került az ISIL kezére. Ezek között volt egy légelhárítási rakétarendszer, 14 tank, 3 további rakétarendszer, 2, az ISIL kezén lévő épület és 2 tactical. A támadásban a jelentések szerint 38 milicista halt meg. A Szír Hadsereg december 16-án újabb támadást indított, melyben visszafoglalta a Qaryatayn – T4 kereszteződés környékét. Később megszerezték az al-Sharifah és al-Qaryatyn között húzódó útvonalat, és megnyitották a közvetlen összeköttetést al-Qaryatayn és a légi bázis között. Umar As'ad, az ISIL egyik vezetője szintén elesett a harcokban. A Hadsereg al-Qaryatayn mellett december 17-én foglalta vissza az ellenőrző pontot. Később, még a nap folyamán a Hadsereg visszaverte az ISIL egyik újabb támadását, és elfoglalta az Elhagyott Ezredtől északra emelkedő Al-Sha'arah-hegyeket. December 19-én az ISIL újabb támadást indított a légi bázis ellen, és azt állította, lelőtte az oroszok egyik helikopterét. Összességében azonban sikertelenül zárult a támadás, és 36 emberüket elvesztették. Mikor a helikoptert lelőtték, legalább 20 kormánypárti katona, köztük a két pilóta is meghalt. December 20-án az összecsapásokra Abu Kala Dam külvárosainak szélén és a légi bázishoz közeli egyéb helyeken került sor. Az ISIL megtámadta az Elhagyatott Ezredet is, és azt is megpróbálta visszafoglalni. December 22-én reggel az ISIL újabb támadást indított, de nem járt szerencsével. Később egy újabb sikertelenül zárult támadást indítottak. Ezután a csoportot visszavonták Palmürába. Ugyanakkor az USA egyik légi támadása megölte az ISIL operatív műveleti parancsnokát. Amr As’adot, melyet többen az „Iszlám Államra mért csapásként” értékeltek.
December 24-én az összecsapások tovább folytatódtak a légi bázis körül, mikoris az ISIL egyik támadásában al-Sharifa területén 13 katona halt meg. Az ISIL december 16-án indította következő támadását, mely során elsöpörte a Hadsereg Palmüra Badiyah területétől nyugatra és a Sha'rah-hegyektől északra állomásozó csapatait. A támadást később azonban visszaverték. A légi bázisnál és al-Sharifa környékén is kiújultak az összecsapások a nap folyamán, mely során a Hadsereg szerzett meg területeket. December 29-én a Hadsereg bebiztosította a stratégiai Tell Shurifah-hegytetőt, mely az al-Qaryatayn és a légibázis közötti út mentén emelkedett. Ezalatt az ISIL azt állította, az előző nap a folyamatban lévő összecsapásokban a Hadsereg 11 tankját semmisítette meg. A jelentések szerint később Sharifah falut visszafoglalták. December 31-én azonban még mindig folyamatban lévő összecsapásokról szóltak a környékről érkező hírek, melyek alatt a kormánypárti seregek próbálták meg visszafoglalni a falut.
2017. január 2-án al-Sharifah és a Tiyas T-4 légi Bázis környékén ismét kiélesedtek az összecsapások, amelyek ezeken felül tovább folytak a Negyedik Állomásnál. A nap későbbi szakaszában hadi repülőgépek támadták meg a környéket. Az összecsapások több napig is eltartottak. Január 4-én olyan hírek érkeztek, melyek szerint elhalasztották a Szír Hadsereg azon ellentámadását, mellyel vissza akarták foglalni Palmüra területét. Más hírek arról szóltak, hogy az ISIL szinte egy hónapja folyó próbálkozását a reptér megszerzésére szintén felfüggesztette. Ennek oka a 2016. december óta elszenvedett súlyos veszteségek és az ezzel megszerzett relatíve kevés terület volt. Azt is hozzá tették, hogy az ISIL kivonult néhány területről, melyeket Palmürától nyugatra a vidéki területeken foglaltak el. Ennek oka az SDF előretörése Rakka környékén és az ISIL offenzívája Dejr-ez Zaur mellett. Január 6-án a Szír Hadsereg az ISIL több harcjárművét is lerombolta. Január 7-én szintén voltak összecsapások a Negyedik Állomás környékén, ahol mindkét fél szenvedett veszteségeket. Aznap a Hadsereg a Tyras T4 Légi Bázistól délre több helyszínt is vissza tudott foglalni az ISIL-től, és így megerősítette a reptér védelmét. Azt jelentették, hogy bár egyre több területet szereztek vissza, még semmi közük ahhoz a Palmüra elleni támadáshoz, melyet már régóta terveznek de még nincs kitűzve, melyik nap akarják megindítani.

## Diplomáciai válaszok
2016. december 12-én Szergej Lavrov azt mondta, az ISIL palmürai előretörése „meg lehetett rendezve”, hogy az seregeket vonjon el Észak-Aleppóból, és az ISIL erősítése Moszulból olyan útvonalakon keresztül jutottak el Palmórába, melyeket az amerikai légierőnek kellett volna ellenőriznie. Az orosz Honvédelmi Minisztérium szóvivője, Igor Konashenkov hozzátette, hogy az ISIL kihasználta az ideiglenes szünetet a moszuli és rakkai offenzíváknál, és ezalatt küldött erősítést Palmürába. A terroristák biztosak voltak abban, hogy ezekben a szektorokban nem fog kiújulni az ellenük irányuló harc. Konashenkov úgy jellemezte az eseményeket, hogy szerinte a pamürai történtek arra bizonyítékok, hogy nem szabad engedni, hogy a terroristák átcsoportosítsák erőiket.
Eközben Jean-Marc Ayrault francia külügyminiszter Palmüra visszafoglalása annak bizonyítéka, hogy Oroszország hamisan nevesíti céljának a milicisák visszaszorítását. Hozzátette, hogy az oroszok azért vannak ott, hogy megvédjék Aszád kormányát, és „Aleppót hagyják elveszni.”

## Külső hivatkozások
- Coalition Airstrike Destroys 168 Da'esh Oil Tanker Trucks in Central Syria

Koordináták: é. sz. 34,5600°, k. h. 38,2672°34.560000°N 38.267200°E